# Craniu
Craniul sau cutia craniană (din latină cranium; denumire populară: țeastă, din latinescul testa, cap) este o structură osoasă care conține și protejează encefalul. la animalele vertebrate craniate. Aceasta se află în partea superioară a endoscheletului mamiferelor. Craniul uman este compus din opt oase care împreună formează o cavitate ovoidă cu duritate variabilă și cu o capacitate de circa 1.450 ml (la adulți). 

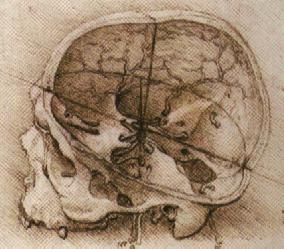
Desen de Leonardo Da Vinci care ilustrează endocraniul.

## Dezambiguizare semantică
Scheletul capului sau masivul scheletic cranio-facial este un ansamblu de oase ale craniului (în latină ossa cranii) și ale feței (în latină ossa faciei) cunoscut și sub numele de țeastă, scăfârlie, hârcă sau cap. Cel din urmă termen este impropriu din punct de vedere anatomic deoarece craniul este de fapt o parte care constituie capul. Cu toate acestea, în alte domenii cum ar fi embriologia sau biologia, craniul este considerat ca fiind sinonim al capului.
Distincția dintre craniu și față este foarte clară: în esență craniul conține encefalul în timp ce fața este zona în care se află mușchii mimicii, mușchii cu care se realizează mestecatul și câteva dintre organele de simț.

## Funcții

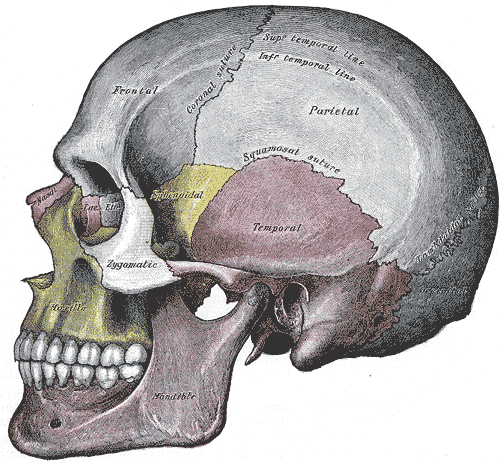
Craniul văzut dintr-o parte

- Protejarea encefalului;
- Participă la mestecarea hranei;

## Structura
Este de obicei alcătuit dintr-un:
- neurocraniu și
- viscerocraniu.

## Oasele neurocraniului

### Osul frontal(lat:os frontale)
Osul frontal - este un os pneumatic, deoarece conține sinusul frontal. Este impar si participă la formarea părților anterioare a boltei și a bazei craniului.Ia parte, de asemenea, la formarea cavităților nazale și a orbitelor. Părțile componente ale osului frontal sunt:
- Sozul sau squama frontală;
- Porțiunile orbitale;
- Porțiunea nazală.

### Osul sfenoid(lat:os sphenoidale)
Osul sfenoid (Os sphenoidale) sau sfenoidul este un os median și nepereche ce ia parte la formarea bazei craniului (cea mai mare parte a fosei craniene mijlocii), plafonului foselor nazale, plafonului și peretelui lateral ai orbitei, fisurilor orbitare superioară și inferioară, parțial fosele temporală și pterigopalatină. Are forma unui fluture cu aripile întinse sau unei viespi în zbor. Prezintă un corp și șase prelungiri - apofize: două din ele sunt aripile mari, alte două aripile mici, toate întinse lateral, iar două apofize sunt orientate în jos, apofizele pterigoide, conține sinusul sfenoidal. Se articulează cu osul frontal, etmoid, temporal, parietal, vomer, palatin, zigomatic.

### Osul occipital(lat:os occipitale)
Osul occipital sau occipitalul (Os occipitale) este un os nepereche, situat median în partea posterioară și inferioară a craniului, participă la formarea bazei craniului și a bolții (calvariei) acestuia și a plafonului rinofaringelui. Este un os plat și recurbat cu formă romboidală neregulată. El este străbătut de o gaură largă - gaura occipitală mare (Foramen occipitale magnum) în jurul căreia se dispun cele patru porțiuni ale osului: porțiunea bazilară (Pars basilaris), situată înaintea găurii occipitale, solzul occipitalului (Squama occipitalis) situat înapoia găurii occipitale, două porțiuni laterale (Pars lateralis) situate lateral. Osul occipital are 2 fețe (exocraniană și endocraniană), 4 margini (două superioare și două inferioare) și 4 unghiuri (superior, anterior și 2 unghiuri laterale). Se articulează cu oasele sfenoid, temporale și parietale, atlas.

### Osul parietal(2) (lat:os parietale)
Osul parietal sau parietalul (os parietale) este un os pereche și aparține exclusiv calvariei (bolții craniului), este așezat între osul frontal și occipital, deasupra osului temporal. Osul parietal are o formă patrulateră neregulată, curbată și prezintă 2 fețe (externă, internă), 4 margini (frontală, sagitală, occipitală, solzoasă) și 4 unghiuri (frontal, occipital, sfenoidal, mastoidian). Se articulează cu osul frontal, occipital, sfenoid, temporal, parietalul de partea opusă.

## Oasele viscerocraniului

### Osul lacrimal(2)
Osul lacrimal sau lacrimalul (Os lacrimale) este un os mic patrulater ce ia parte la formarea peretelui medial al orbitei și al celui lateral al foselor nazale; are 2 fețe (laterală - orbitară, medială - nazală) și 4 margini (superioară, inferioară, posterioară, anterioară)

### Osul nazal(2) (lat:os nasale)
Nazalul este un os pereche, de formă patrulateră, care ajută la formarea peretelui nasului. Oasele nazale au 2 fețe(anterioară și posterioară) și 4 margini(inferioară, superioară, laterală, medială).

### Cornetul inferior(lat: concha nasalis inferior)
Cornetul inferior (Concha nasalis inferior) este un os pereche care se află pe peretele lateral al foselor nazale, sub concha mijlocie a etmoidului. Are forma unei lamele trapezoidale răsucită ca un cornet de hârtie; de aici și numele de cornet sau conchă. Are 2 fețe (laterală și medială), și 2 margini (superioară și inferioară). Se articulează cu osul etmoid, lacrimal, palatin și maxila.

### Vomerul(lat:vomer)
Vomerul (Vomer) este un os nepereche, situat în planul median, întins între corpul osului sfenoid și podeaua foselor nazale și formează partea postero-inferioară a septului nazal. Are forma unei lame osoase trapezoidale asemănându-se cu un fier de plug. Prezintă 2 fețe (dreapta, stânga) și 4 margini (superioară, inferioară, anterioară, posterioară). Se articulează cu osul etmoid (lama perpendiculară), sfenoid, ambele maxile, ambele oase palatine și cu cartilajul septului nazal.

### Maxila(lat:maxilla)
Maxila (Maxilla), sau maxilarul (superior) este un os pereche și neregulat, situat în centrul feței, făcând parte din viscerocraniu. Are un corp (cu 4 fețe: anterioară, infratemporală, orbitară, nazală) și 4 procese (zigomatic, frontal, alveolar, palatin); conține sinusul maxilar și canale ce străbat maxila (canalul suborbitar, canale alveolare). Fiecare maxilă este formată din două oase care s-au sudat în timpul dezvoltării embrionare: maxila propriu-zisă și osul incisiv (Os incisivum). Uneori, cele două părți pot fi separate prin sutura incisivă (Sutura incisiva) sau pot fi complet izolate (cheiloschizis sau buza de iepure).

### Osul palatin(2) (lat:os palatinum)
Osul palatin (Os palatinum) sau palatinul este un os pereche a viscerocraniului, situat în porțiunea posterioară a cavității nazale între maxilă și procesul pterigoid al osului sfenoid. Are o formă în L, fiind alcătuit dintr-o lamă orizontală (Lamina horisontalis) și o lamă verticală sau perpendiculară (Lamina perpendicularis), unite între ele în unghi drept. De asemenea, acesta are și trei mici procese: orbitar (Processus orbitalis), sfenoidal (Processus sphenoidalis), piramidal (Processus pyramidalis) și o scobitură sfenopalatină (Incisura sphenopalatina) aflată între procesul orbitar și procesul sfenoidal. Osul palatin participă la formarea peretelui lateral și a planșeului cavității nazale, a planșeului orbitei, 1/3 posterioare a palatului dur, fosei pterigopalatine și fosei pterigoide și a fisurei orbitare inferiore. Se articulează cu osul etmoid, sfenoid, vomer, maxila, cornetul inferior, palatinul de partea opusă.

### Osul zigomatic(2) (lat:os zygomaticum)
Osul zigomatic (Os zygomaticum) numit încă și osul malar sau jugal, este un os pereche, de formă patrulateră, situat pe partea laterală și superioară a craniului facial, ca o punte între față și craniu. Formează proeminența pometului obrazului, peretele lateral și planșeul orbitei și ia parte la formarea pereților fosei temporale și infratemporale și arcadei zigomatice. Are 3 fețe (laterală – facială, temporală, orbitară), 5 margini (antero-inferioară – maxilară, antero-superioară – orbitară, postero-superioară – temporală, postero-inferioară, postero-medială), 2 procese sau apofize (frontal, temporal). Se articulează cu osul frontal, sfenoid, temporal și maxilă

## Regiuni craniene
Partea interioară a craniului se numește endocraniu iar parte exterioară exocraniu. Pe de altă parte, craniul poate fi segmentat pe verticală și în acest caz se vorbește despre craniul superior sau bolta craniană (în latină: calvaria) și craniul inferior sau baza craniului (lat: basis cranii).

Craniu uman văzut din față

Craniu uman văzut din lateral

Această diviziune nu este arbitrară ci se fundamentează pe originea embriologică diferită a structurii oaselor craniene: osificare endocondrală pentru oasele de la baza craniului și osificare intramembranoasă pentru oasele boltei.
Bolta este formată din oasele: frontal (partea verticală), parietali, scuamele temporalilor și occipital (partea superioară). Baza cuprinde restul părților scheletului cranian. Limita între bază și boltă este reprezentată printr-o linie care formează o circumferință sinuoasă și care pleacă de la depresiunea naso-frontală până la protuberanța occipitală externă.

### Origine, dezvoltare și creștere
Structurile cefalice craniene încep să se dezvolte în mezenchim provenind din celulele crestei neurale și ale mezodermului paraxial. Oasele care formează craniul nu au aceeași origine, din această cauză se face distincție între regiunile boltei și ale bazei craniului.
Neurocraniul membranos – bolta craniană
Oasele boltei craniene sunt oase plate cu rol de protecție. Acestea iau naștere în timpul procesului de osificare intramembranoasă din plăcile țesutului conjunctiv fibros (mezenchim) care înconjoară encefalul. Astfel, în mod centrifug, se dezvoltă (osifică) oasele membranoase plate. În momentul nașterii, procesul de osificare nu este încheiat, iar oasele boltei nu sunt complet unite, având spații între ele acoperite de țesut fibros (aceste suturi sunt denumite fontanele).
Neurocraniul cartilaginos (condrocraniul) – baza craniului
Oasele bazei craniului se dezvoltă din condrocraniu prin procesul de osificare endocondrală. Condrocraniul este o structură formată din diferite nuclee cartilaginoase osteogenice separate (condrocraniul precordal își are originea în creasta neurală, iar condrocraniul cordal în mezodermul paraxial).
Fontanelele – craniul nou-născutului
La naștere, oasele plate ale craniului nu sunt complet osificate și sunt separate de spații ocupate de țesut conjunctiv fibros (provenit din creasta neurală) care în viitor va contribui la formarea definitivă a oaselor și a articulațiilor oaselor (sinfibroză). Așadar, aceste spații sunt:
- sutura metopică
- coronală
- sagitală
- lambdoidă.

În acele locuri în care se articulează mai mult de două oase, suturile sunt ample și formează șase fontanele:
- două impare și mediane: fontanela anterioară și posterioară;
- două laterale și pare: mastoida și sfenoida.

Fontanelele au o importanță capitală în timpul nașterii pentru că permit suprapunerea plăcilor osoase ale craniului care dau posibilitatea trecerii capului fătului prin canalul de naștere. În timpul puerperiului, oasele revin la poziția lor inițială. În timpul copilăriei, palparea fontanelei anterioare permite verificarea normalității în dezvoltare, a osificării craniului, precum și a presiunii intracraniene.
Creștere și consolidare
Fontanelele au nevoie de mulți ani pentru a se osifica complet și pentru a obține coaptația totală cu oasele craniului. Creșterea oaselor bolții craniene care continuă până la stadiul de adult se realizează din materialul fibros al suturilor fontanele. Acest mecanism permite o relativă adaptabilitate a cutiei craniene conformă cu creșterea și dezvoltarea encefalului și a masivului facial. Capacitatea craniană completă este atinsă la vârsta cuprinsă între cinci și șapte ani.

### Articulații
Articulațiile oaselor craniului sunt imobile și fixează oasele între ele prin intermediul cartilajelor (sincondroză) sau al țesutului conjunctiv fibros (sinfibroză).
Acele oase care fac parte din baza craniului, dezvoltate în timpul osificării endocondrale, se unesc între ele prin intermediul sincondrozei. Oasele care formează bolta craniană, cât și oasele feței, dezvoltate din primordii de țesut conjunctiv, se unesc între ele prin sinfibroză sau suturi (lat: suturae).
În funcție de configurația suprafețelor articulare, se disting trei tipuri de suturi (sinfibroze) ale craniului:
- suturi dentate formate din unirea suprafețelor articulare. Este articulația care unește oasele frontal, occipital, parietal, sfenoid și etmoid (articulația fronto-parietală, parieto-parietală, parieto-occipitală, fronto-etmoidală, fronto-sfenoidală) și articulațiile cu masivul facial (fronto-malară, fronto-nazală, etc).
- suturile scuamoase formate din unirea suprafețelor rugoase “cu bizou”.
- articulația vomerului cu sfenoidul formată din unirea unei suprafețe cu formă de creastă (creastă sfenoidală inferioară) care se fixează într-o suprafață complementară în formă de fantă.